# 835 Olivia
835 Olivia
835 Olivia là một tiểu hành tinh ở vành đai chính. Nó được Max Wolf phát hiện ngày 23.9.1916 ở Heidelberg. Không biết rõ nguồn gốc tên của nó.